# Белем
Белем (порт. Belém) град је у Бразилу у савезној држави Пара. Налази се у заливу Гвајара, на ушћу реке Гвама у делти Амазона. Белем је главни град бразилске савезне државе Пара.Према процени из 2007. у граду је живело 1.408.847 становника, а са предграђима 2,3 милиона. Белем је, поред Манауса, најважнији град бразилске Амазоније. Надимак града је „Град мангоа“ (cidade das mangueiras).

## Становништво
Према процени из 2007. у граду је живело 1.408.847 становника.
| 1991.     | 2000.     | 2010.     |
| --------- | --------- | --------- |
| 1.244.688 | 1.279.861 | 1.393.399 |

## Партнерски градови
- Витлејем
- Понтасјеве
- Фор де Франс
- Авеиро
- Њу Орлеанс
- Сан Франциско
- Сорокаба
- Тарапото
- Манаус